# Adriana Costamagna
Pour les articles homonymes, voir Costamagna.
Maria Teresa Costamagna, connue sous le nom de scène Adriana Costamagna (née en 1889 au Piémont et morte à une date inconnue) est une actrice italienne du cinéma muet. Elle a tourné dans une quarantaine de films entre 1910 et 1917.

## Biographie
Adriana Costamagna, son nom de naissance étant Maria Teresa est née en 1889. Dans sa jeunesse elle débute dans le théâtre dialectal piémontais ,dans des œuvres dramatiques et des comédies. À l'âge de vingt ans elle débute au cinéma comme figurante grâce à la société de production Itala Film.
En 1911 Adriana Costamagna joue des rôles plus importants et la consécration arrive en 1912 grâce à la compagnie turinoise Savoia Film. Pour cette compagnie elle tourne en jouant les premiers rôles, s’élevant au rang de Diva (Erodiade, Satanella, Il pane altrui, L’erede di Jago, In hoc signo vinces, La terrificante visione). 
Lors du tournage du  Il mistero di Jack Hilton, le 16 octobre 1913, elle est agressée pendant le tournage par un léopard qui la blesse gravement au corps et au visage. Néanmoins elle continue à tourner jusqu'au début des années 1920, disparaissant subitement de la scène. Son lieu et date de décès sont inconnus.

## Filmographie partielle
- 1910 : Agnese Visconti de Giovanni Pastrone
- 1910 : Amore e tradimento de Luigi Romano Borgnetto
- 1911 : Triste fascino d'Oreste Mentasti
- 1911 : Mammina d'Oreste Mentasti
- 1912 : La locandiera d'Alberto Nepoti
- 1912 : La legge del cuore de Giuseppe Pinto
- 1912 : Sul sentiero della vipera d'Oreste Mentasti
- 1912 : La zingara de Sandro Camasio
- 1912 : Erodiade d'Oreste Mentasti
- 1913 : Satanella d'Ubaldo Maria Del Colle et Alberto Nepoti
- 1913 : Il pane altrui d'Ubaldo Maria Del Colle
- 1913 : Messaggio del vento d'Oreste Mentasti
- 1913 : La grande audacia d'Augusto Navone
- 1913 : La Mort civile (La morte civile) d'Ubaldo Maria Del Colle
- 1913 : L'erede di Jago d'Alberto Carlo Lolli
- 1913 : In hoc signo vinces de Nino Oxilia
- 1913 : Il mistero di Jack Hilton d'Ubaldo Maria Del Colle
- 1914 : Ultimo anelito d'Ubaldo Maria Del Colle
- 1914 : Impronta fatale d'Oreste Mentasti
- 1914 : Il genio della guerra de Riccardo Tolentino
- 1915 : Il procuratore generale d'Ubaldo Maria Del Colle
- 1915 : La terrificante visioned'Ugo De Simone
- 1916 : Il quadrifoglio rosso de Mario Roncoroni
- 1917 : La più dolce corona de Mario Ceccatelli
- 1917 : Battaglie della vita d'Oreste Mentasti